# Molophilus (Molophilus) perextensus
Molophilus (Molophilus) perextensus is een tweevleugelige uit de familie steltmuggen (Limoniidae). De soort komt voor in het Neotropisch gebied.